# Charles Jasper Glidden
Charles Jasper Glidden (29 de agosto de 1857 – 11 de septiembre de 1927) fue un pionero estadounidense de la telefonía. El éxito en esta actividad le permitió convertirse en un acaudalado financiero, entusiasta seguidor de los primeros tiempos del automóvil en los Estados Unidos. Charles Glidden, con su mujer Lucy, fue el primero (en 1902) en realizar un viaje en automóvil alrededor del mundo, repitiendo la hazaña en 1908.

## Biografía
Glidden era hijo adoptivo de Nathaniel Glidden y de Laura Clark. Provenía de una familia que había llegado a América en 1664. Su carrera profesional comenzó cuando tenía 15 años. Con 20, era director de una sucursal de la Compañía del Telégrafo Atlántico-Pacífico. Reconoció rápidamente el potencial del teléfono como medio de comunicación, experimentando con Alexander Graham Bell conexiones telefónicas sobre las líneas de telégrafo. Financió la construcción de líneas telefónicas en Mánchester (Nuevo Hampshire), siendo el primero en darse cuenta de que las voces femeninas (más agudas) se transmitían mejor que las masculinas en los primitivos teléfonos. En consecuencia, contrató mujeres como operadoras telefónicas. El negocio telefónico que había iniciado, se convirtió en una corporación, cubriendo los estados de Ohio, Minnesota, Arkansas y Texas. Suya fue la iniciativa del establecimiento de la primera conexión telefónica de larga distancia (desde Lowell, Massachusetts, a Boston).
El 10 de julio de 1878, se casó con Lucy Emma Clegworth de Mánchester (Nuevo Hampshire).
Charles Glidden pensaba que el automóvil no era solamente un juguete para ricos, sino que se convertiría en un medio de transporte de masas. Para que su idea se hiciera realidad, era necesario generar confianza en los todavía incipientes vehículos motorizados, y construir un sistema de carreteras adecuado (en aquella época, el tren y los barcos de vapor eran los medios habituales para los grandes viajes). En 1901 vendió su compañía a Bell, dedicándose a partir de entonces a sus nuevos intereses particulares. Aquel mismo año, Glidden y su mujer realizaron con éxito un viaje al círculo polar ártico.
En 1902 inició una gira mundial en un coche británico Napier, acompañado por su mujer y por Charles Thomas, un ingeniero mecánico de Rottingdean, Sussex, Inglaterra. Este más que inusual viaje le supuso recorrer 46.528 millas (cerca de 75.000 km) a través de 39 países, completando dos vueltas alrededor del mundo hasta 1908. Recorrió países que nunca antes habían visto un automóvil. Para afrontar esta aventura con garantías, realizó una meticulosa preparación, disponiendo incluso de ruedas especiales para poder circular sobre las vías del ferrocarril. Siempre impecablemente vestido, fue consciente de la importancia de la publicidad, aventajando en este campo al propio sector de la industria del automóvil. Mantuvo correspondencia con incontables medios de prensa locales y diarios internacionales, y de este modo recorrió prácticamente todos los continentes.

## El "Glidden Tour"
En 1904 participó en la primera carrera de resistencia organizada por la Asociación Automovilística Estadounidense (AAA), desde Nueva York hasta San Luis (Misuri). Pensando en nuevas ediciones de la prueba, donó un trofeo de plata y un cuantioso premio (para aquella época) de 2000 dólares, con periodicidad anual. El AAA organizó regularmente con Glidden el "Glidden Reability Tour" (Carrera Glidden de Resistencia) entre 1905 y 1913. El objetivo era recorrer una cierta distancia en un tiempo dado, sin omitir ningún punto de asistencia. El ganador se establecía mediante un sistema de puntuación.
El primer "Glidden Tour" fue todavía percibido como demasiado fácil, con los participantes votando un ganador. Este no fue, por cierto, Charles Glidden con su Napier, si no Percy Pierce con su impresionante Pierce-Arrow. En las carreras siguientes, el recorrido se hizo más largo y mucho más exigente.
El "Glidden Tour" nunca fue un simple viaje. Siempre incluía varias rutas nuevas por encima de las cien millas (160 km) de longitud, en zonas prácticamente sin caminos de los EE. UU. y ocasionalmente de Canadá. Muchos coches eran incapaces de superar esta prueba tan exigente, siendo también habituales algunos incidentes con caballos asustados por los vehículos. Pero era una cuestión de honor que todos los equipos tenían que permanecer juntos. Glidden comentó que en ocasiones tuvo que pagar peajes a las autoridades locales, e incluso indemnizar de su propio bolsillo a algunos granjeros por el atropello de sus gallinas.
La victoria en un "Glidden Tour" se convirtió en un asunto de prestigio, y cada vez más los fabricantes se mostraron interesados en participar, motivados por los beneficios de la publicidad de un triunfo en la carrera.
En 1946, el "Glidden Tour" fue reeditado por el "Veteran Motor Car Club of America" (VMCCA), disputándose cada año desde entonces, pero con un enfoque más turístico, y utilizando vehículos veteranos. Está considerado como el acontecimiento más antiguo y más prestigioso de su clase en los Estados Unidos, y el ganador todavía recibe el impresionante trofeo de plata que Charles Glidden donó en 1905.

## Últimos años
Glidden continuó realizando giras en automóvil por su cuenta, pero a partir de 1908 comenzó también a promover la naciente técnica del vuelo de naves más ligeras que el aire (globos aerostáticos), siendo de la opinión de que los aviones privados llegarían a ser tan ubicuos como las motocicletas.
Charles Jasper Glidden murió de cáncer el 11 de septiembre de 1927, habiendo vivido lo suficiente para presenciar cómo su visión del uso generalizado del automóvil se había hecho realidad.